# ボックス (ラジオ番組)
ボックスは、和歌山放送（wbs）で2016年3月28日から放送されている、午前中の生ワイド番組。

## 概要
4年間放送された『情報ワイド きい☆ハンター』に代わるワイド番組。『きい☆ハンター』から大きな内容変更はなく、和歌山県のニュースや話題などを届ける他、和歌山県に縁のある人物にも日替わりでゲストとして迎える。
番組タイトルの『ボックス』は、「様々な情報を箱の中に入れて、リスナーに届ける」という思いが込められている。
番組テーマ曲は、『宝箱-TREASURE BOX-』のインストゥルメンタル版。

## 放送時間
いずれも月曜日から金曜日の生放送。 
- 2016年3月28日 - 2017年9月29日 8:30 - 10:44

『きい☆ハンター』終了時の放送時間を、そのまま引き継いだ。
- 2017年10月2日 - 2018年9月28日 8:30 - 11:10[1]

それまで形式上別番組ながら、当番組のパーソナリティーが出演していた、11:00 - 11:10の『wbsインフォメーション』を吸収し枠拡大。同時に、10:44 - 11:00のミニ番組群を、正式にフロート番組化した。
- 2018年10月1日 - 2024年9月27日 8:55 - 11:10[3]

8:30 - 8:40のパートが、前座番組『グッディ!』に吸収されると共に、フロート番組扱いだった『武田鉄矢・今朝の三枚おろし』（文化放送制作）と『マエオカテツヤの千客万来!』（自社制作）を単独番組化。
- 2024年9月30日 - 現在 8:15-11:10

7-8時台の『グッディ!』を終了させ、朝ワイドを当番組に集約させる。

## 出演者
☆印の人物は、『きい☆ハンター』からの続投。

### パーソナリティー
月曜日
- 笠野衣美（和歌山放送契約アナウンサー）

2023年3月27日から月・水曜日、6月8日から木曜日も兼務（木曜は2021年4月1日で一時降板）。2021年4月7日から2023年3月22日までは水曜日のみ担当だった
- 引本孝之（和歌山放送新宮支局気象予報士）☆

2023年3月27日-月曜パーソナリティー。他の曜日も10時台「引本孝之のお天気ダイヤル」でリモート出演。
火曜日
- 小田川和彦（和歌山放送嘱託契約アナウンサー）
- 税所ひかる（和歌山放送アナウンサー）

2020年から火曜日10時台ニュース担当、2021年3月30日より火曜日全体のアシスタント担当
水曜日・木曜日
- 笠野衣美

金曜日
- 赤井ゆかり（和歌山放送契約アナウンサー）☆

2017年3月までは、金曜日のみの担当。同年4月以降の月曜日は、当番組出演後、正午のニュース、及び『こちら119番』担当を兼務。
代役
中川が取材や休暇で休演する場合は、赤井が代演する。番組第1回の2016年3月28日は、中川がインフルエンザの為、赤井が代演。中川は翌日の3月29日から当番組への出演を開始した。
一方、赤井は2017年に2度の休演があり、2月17日は覚道が、9月4日は中川が、それぞれ代演している。
小田川も2020年7月に病気療養による入院があり、7月14日のみ高松、21、8月4、11日は笠野が代役した（7月28日のみ、高校野球夏季和歌山県代替大会のため休止）。

### レギュラーゲスト
放送枠を拡大した2017年10月以降も、10:44までの出演。
水曜日
- 中大輔（日本赤十字社和歌山医療センター高度救命救急センター長）

原則として、9:00前後からの出演。2022年6月ごろから後述の駒井の病気休演に伴う代役として出演。駒井の8月の死去後から正式にレギュラー出演。
『健康相談』が休止になるなど、特別編成になる場合は休演する。
金曜日
- 伊藤宏（和歌山信愛女子短期大学教授、元共同通信社記者）

『きい☆ハンター』時代に、板倉徹（和歌山県立医科大学元学長）の休演時、及び逝去後の臨時代理として数回出演していた。
年数回、スケジュールの都合で休演、または途中退席する場合がある。その際は、赤井が一人で進行する（別途ゲストを招く場合もある）。

### コーナーレギュラー
和歌山放送ニュース
- 北尾博伸（和歌山放送アナウンサー、水 - 金曜日10時台）

2017年3月までは全曜日担当。
『グッディ!』パーソナリティーを兼務。『グッディ!』を休演する場合は、当コーナーも休演し、『グッディ!』代役のアナウンサーか、パーソナリティーが読み上げを行う。
2017年4月以降、月曜日10時のニュースは、赤井が兼務する。
西山隆行の今日もギターと二人旅（第4木曜日）
- 西山隆行（ギタリスト）

まんま、わかやま!（木曜日）
- 小田直子（料理研究家）☆

コープでつながる（金曜日）
- 三浦ちあき（和歌山放送契約アナウンサー）☆

中継リポーターとして、他の曜日に出演する事もある。
三浦が出演できない場合は、南くるみ（和歌山放送専属パーソナリティー）か、笠野衣美が代演したこともあった。
- 藤澤祥子（和歌山信愛女子短期大学名誉教授、月1回出演）☆

早苗の耳よりラジオ
- 鶴岡早苗（和歌山放送専属パーソナリティー）☆

桂文福のあの店・この店（紀北向け）
- 桂文福（落語家）☆

桂三歩のこの店えぇでぇ（紀南向け）
- 桂三歩（落語家）☆

西山、鶴岡、文福、三歩は原則として録音出演
このほか、正式なレギュラーではないものの、高橋香葉（発酵料理研究家）が、月曜日に電話で不定期出演している。

### 過去の出演者
パーソナリティー
- 覚道沙恵子（和歌山放送アナウンサー、2018年4月4日 - 2020年3月 水曜日[7]）

『きい☆ハンター』終了時の月 - 木曜日パーソナリティー。2017年2月17日には、体調不良で休演した赤井の代理として出演したほか、中継リポーターとしても出演実績もある。
降板後も不定期で代役を務める場合がある。
- 高松良誠（和歌山放送契約アナウンサー 2020年4月 - 2023年3月）
- 中川智美（和歌山放送アナウンサー）

2017年3月までは、月 - 木曜日の担当。2017年4月 - 2018年3月は、火 - 木曜日、2018年4月以後火、木曜日の担当後、同9月をもって産休降板、2021年4月8日から木曜日パーソナリティ復帰し、2023年6月1日に再び降板。
『きい☆ハンター』時代前期に木曜日のパーソナリティーを務めていた他、その後も中継リポーターなどで度々出演していた。
コメンテーター
- 駒井則彦（和歌山県立医科大学元学長）☆ - 2022年6月ごろまで出演後、病気療養のため休演扱いで事実上降板後、同8月2日他界[9]。

和歌山放送ニュース
- 中村作栄（報道制作部デスク、9時台）☆

祝日に当たる場合は休演し、他の報道部デスクが出演するか、パーソナリティーが読み上げを行っていた。
2016年10月19日以降の水曜日は、『Dr.駒井のひとこと診療室』のコーナーも出演。
川柳教室（第2・4月曜日）
- 三宅保州（川柳作家）☆

マエオカテツヤの千客万来!
- マエオカテツヤ（漫画家、番組開始 - 2018年9月28日）

食でつながる、人とココロ（第1月曜日）
- 上宏史（島精機製作所シニアソムリエ、番組開始 - 2016年12月5日）

mornin’ぼうず（火曜日）
- 田中太山（書画家、番組開始 - 2018年1月9日）☆

放送上は出演休止扱い。
癒しと蘇りの聖地 熊野本宮から（最終金曜日）
- 九鬼家隆（熊野本宮大社宮司、番組開始 - 2017年11月24日）☆

## タイムテーブル
2023年6月現在の内容。放送時間はおおよその目安。
なお、「早苗の耳よりラジオ」と「桂文福のあの店この店（紀北）/桂三歩のこの店ええでぇ（紀南）」はそれぞれ、Radikoでは別番組扱いとしている。
| 時刻                   | コーナー名                 | 内容 |
| ---------------------- | -------------------------- | --- |
| 8:55                   | オープニング               | パーソナリティーの「あなたに届け!ボックス」のタイトルコールがあり、その後テーマ曲に乗せてオープニングトークと続く。 オープニングトークが一段落したところで、週間メッセージテーマの募集と、『今日の箱の中身』と称して当日の放送内容を紹介する。 |
| 9:00                   | 和歌山放送ニュース         | 中村が担当。和歌山県内のニュースを中心に、放送日にまつわる歳時記などを交えながら伝える。 |
| 9:07                   | 天気予報                   | 2018年4月現在は、産直市場よってって提供による『よっちゃんみっちゃんだいちゃん天気予報』のタイトルで放送。 よってってのCMソングをバックに、予報を読み上げる。 |
| 9:09                   | 交通情報                   | 日本道路交通情報センター和歌山センターの女性スタッフが担当 |
| 9:11                   | 快適生活ラジオショッピング | パーソナリティーとライフサポートの担当者とのやり取りで、商品を紹介する。祝日の場合は原則休止。 |
| 9:20                   | 情報ボックス               | 和歌山県内の様々な話題を放送。週1回程度（主に木曜日）、中川による取材レポートも放送される。 随時、ゲストを招いてのトークコーナー（ゲストボックス）や、リスナーからのメッセージ紹介（おたよりボックス）・リクエスト曲、インフォマーシャルも放送される。特に小田川の担当する火曜日は下記の定期コーナーとは別に、歌手（主に歌謡曲）がゲスト出演されるパターンも多い。 また、定期的に放送されるコーナーに以下のものがある。 - 和歌山県警察のコーナー 2018年4月から開始したコーナー。和歌山県警察の担当者をスタジオに招き、防犯・交通安全に関する話題を聴く。 2018-20年度は金曜日だったが、2021年度からは原則として毎日の放送となった。特に2022年度から、6時台に放送されていた「グッディ!」での「おはよう和歌山県警」のコーナーが、番組編成見直しに伴い廃止となったため、事実上当番組に統合された。 高校野球和歌山大会期間中（開催日のみ）は、第1試合と第2試合の試合間インターバルで生放送。 - ワールドサイエンス（月曜日 2023年3月27日-） 科学にまつわるトピックス - 新宮市広報（同上） - 暮らしの保健室（同上） - 近畿大学生物理工学部ラジオ講座（原則第1火曜日、10時台にかけて放送） 紀の川市にキャンパスがある同学部の教授などをゲストに招き、科学にまつわる様々な話題を聴く。また、ゲストのリクエスト曲も2曲程度流す。 - RADIOであるあるあーる3R（第2火曜日） 2017年6月13日から開始したコーナー。和歌山県循環型社会推進課の職員をスタジオに迎え、環境・リサイクルに関する話題を聴く。 - アタマとカラダのはなし（水曜日） 中が1週間のニュースから気になった出来事を選んで、それについての感想・意見を述べる。 - ちょっとしたものが当たるクイズ（主に木曜日） 2017年8月15日に『お盆休みクイズ』として実施し、以降、中川の出演曜日にほぼ毎週放送。 なぞなぞや最近のニュースなどからクイズを出題。原則として10:00まで解答を受け付け、10時台後半に正解を発表、正解者の中から1名に「ちょっとしたもの」を進呈する。 - 料理研究家・小田直子のまんま、わかやま!（第1・3木曜日） コーナースポンサーの築野食品工業の製品を使った料理を、小田が紹介する。 - 西山隆行の今日もギターと二人旅（第4木曜日） 紀美野町出身のギタリスト・西山隆行によるギター演奏とミニトーク 2020年度までは第4火曜日だった。 - 伊藤先生の脳にきくニュース（金曜日） 伊藤が、最新のニュースについて解説する。記者時代より原子力政策に関する取材を続けている事から、それに関するニュースを取り上げる事が多い。 コーナータイトルは、『きい☆ハンター』金曜日のサブタイトルに「板さんの脳にきくラジオ」が付けられていた名残。 2018年5月5日からは、当コーナーのスピンオフ番組として『伊藤宏の脳にきくニュース』を、毎月第1土曜日・19:30 - 20:00に放送。 当コーナーと同様の趣旨・構成で、「和歌山の人達に知っておいてほしいニュース」について解説している。 なお、9:30 - 9:35の枠は、別途スポンサーが付く都合上、番組表では『話の広場』のタイトルがついているが、放送上アナウンスはされない。 |
| 10:00                  | 和歌山放送ニュース         | 月曜日は赤井が、火曜日は税所、水曜日 - 金曜日は北尾が担当。この時間は全国のニュースが中心。 |
| 10:04                  | 引本孝之のお天気ダイヤル   | 新宮支局より引本が出演し、最新の天気について解説する。 引本が休演する場合は、パーソナリティーが予報を読み上げる。 |
| 10:07                  | 交通情報                   | スタジオから和歌山県警交通管制センターより提供された情報を伝える。 |
| 10:09                  | 快適生活ラジオショッピング | 9時台とは、ライフサポートの担当者・紹介する商品が異なる。9時台同様、祝日の場合は原則休止。 |
| 10:18                  | 情報ボックス               | 基本的構成は9時台と同様。また、定期的に放送されるコーナーに以下のものがある。 - 紀南とっておきインフォメーション（2023年3月27日-）県南部のイベント情報 - 紀北の話題（同上）県北部のイベント情報 - パーフェクト釣り情報（同上） - 人間ばんざい（第4火曜日） 和歌山南ロータリークラブ協賛。同クラブ会員企業、団体の代表者へのインタビューコーナー - 教えて!建築士さん（火曜日） 12月から翌年3月までの期間限定コーナー。和歌山県建築士事務所協会加盟社の一級建築士をスタジオに招き、家づくりや住まいに関する話題を聴く。 - 健康相談（水曜日） リスナーから寄せられた、健康・病気に関する質問に、駒井が回答する。相談受付は、メール・FAX・郵便のほか、放送日の9:00 - 9:50の間、電話でも受け付ける。 - わかやま市民生協 presents しあわせのはこ（木曜日） 2021年10月開始。同生協の職員などに育児についてのインタビューを行う。コーナー独自のウェブサイトがある。 - コープでつながる（金曜日） わかやま市民生活協同組合の岩出中央店から、三浦が中継出演。旬の食材の話題や特売情報を伝える。 また、月1回は藤澤が出演し、紹介した食材を使った料理を紹介する。 |
| 10:41                  | メッセージ紹介             | |
| 10:49                  | 早苗の耳よりラジオ         | 自社制作のフロート番組。鶴岡早苗（和歌山放送専属パーソナリティー）による生活に関するミニコラム。 |
| 10:54                  | 地域別放送                 | - 紀北エリア（和歌山・橋本・高野山局）・radiko…『桂文福のあの店この店』 - 紀南エリア（田辺白浜・御坊・日置川すさみ・新宮・串本局）…『桂三歩のこの店ええでぇ』 いずれも、エリア内の飲食店を紹介するインフォマーシャル。 |
| 11:00（火曜のみ11:04） | フリースペース             | 2018年3月までの『wbsインフォメーション』同様、インフォマーシャルやリクエスト曲などを放送する。 まれではあるが、番組本編で消化できなかったコーナーを、この枠で放送する事もある。 |
| 11:00（火曜のみ）      | ひよこで踊るラジオ         | ファーマフーズ製作の通信販売コーナー。 |
| 11:07                  | エンディング               | |
| 11:08                  | 放送終了                   | 2分間のステーションブレイクを挟んで、『テレフォン人生相談』（ニッポン放送制作）へと続く。 |

### 過去のコーナー
- マエオカテツヤの千客万来!

自社制作のフロート番組。マエオカが主に和歌山市周辺の店舗を紹介するインフォマーシャル。2016年4月12日には、このコーナーのPRを兼ねて、マエオカが10時台にゲスト出演した。
2018年10月改編で、フロート番組からは外れたものの、放送時間はそのままで、単独番組として引き続き放送中。
- 食でつながる、人とココロ（第1月曜日）

2016年4月4日から同年12月5日まで放送。フォルテワジマでシニアソムリエを務める上に、食にまつわる話題を聴く。
2016年3月までは、夕方のニュース番組『ニュースde和歌山 ちょくダネ。』で放送されていたが、『ちょくダネ。』終了を機に当番組に移動した。
- mornin’ぼうず（火曜日）

太地町出身で、ニューヨーク在住の書画家である田中が、リスナーからのリクエストを基に、漢字一文字にまつわる詩を披露する。
通常時は、田中が番組に寄せた音声メッセージを放送し、その後にスタジオで詩を紹介する。
当初は10時台後半での放送だったが、2016年12月以降は、9:30からの放送に変更された。
2017年2月14日には、一時帰国中の田中が9時台にゲスト出演した。
2018年1月16日の放送で、コーナーの無期限休止が発表された。
- ハトマークの宅建協会presents夢の物件探し〜はーとふるトーク〜（第2・4木曜日）

2017年4月13日から2018年3月22日まで放送。和歌山県宅地建物取引業協会の職員をスタジオに招き、不動産に関する話題を聴く。
- 癒しと蘇りの聖地 熊野本宮から（最終金曜日）

2016年4月29日から2017年11月24日まで放送。九鬼と電話をつなぎ、祭事などの情報を伝える。
- アルテリーヴォ和歌山情報（金曜日）

関西サッカーリーグで活動し、Jリーグ入りを目指している、『アルテリーヴォ和歌山』の最新情報を伝える。
実際の放送でこのコーナーを行う事は少なく、番組ブログでの紹介のみとなる事が多かった。2017年以降、ブログへの掲載もなくなり、そのまま自然消滅する形で終了。
- 思い出ジュークボックス（不定期[24]）

リスナーから寄せられた、思い出の曲のリクエストとエピソードを紹介する。まれに出演者・ゲストのリクエストに答える場合もある。
2016年10月以降は、殆ど放送されなくなり、2017年に入ってからは、その週のメッセージテーマにちなんだ曲を、『ジュークボックス』と称して流す事が多くなり、そのまま自然消滅する形で終了。
- 聖教新聞Presents 渡辺徹 家族の時間（文化放送制作のフロート番組。聖教新聞ラジオライブラリー「新・人間革命」の再開に伴い打ち切り）
- カルチャーはたのし!（第5週を除く月曜日 2023年3月20日まで）

和歌山放送カルチャーセンターの講師陣が出演し、同センターで行っている各種教室について紹介する。
第2・4週目は、三宅が出演しての『川柳教室』を放送。毎回出されるお題に対して寄せられた作品の中から、優秀作を紹介。赤井・中川も自作の句を披露する。
- Dr.駒井のひとこと診療室（水曜日）

2016年10月19日から開始したコーナー。中村が気になった健康に関する「ちょっとした質問」に、駒井が回答する。随時、リスナーからの質問にも答える。駒井の休養→逝去に伴い終了

## 特別編成

### 毎年実施
- 4月6日

特別番組『春の交通安全キャンペーン〜いのち輝け〜』放送の為休止。特番の進行は、寺門秀介（和歌山放送アナウンサー）と中川。また、赤井が和歌山県庁前で行われる、春の全国交通安全運動開始記念式典の司会を務める。
なお2021年度以後は編成上は休止となる『ボックス』の内容に準じて、2021年度と2022年度は小田川・税所、2023年度（5月11日実施）は中川が進行（午後の部も出演）を、またWBSの常連パーソナリティーが県内各地で行われているキャンペーン開会セレモニーへ来賓として出席していたため、そのレポートも担当した。
- 6月下旬

環境月間特別番組『ボックススペシャル〜自然と生きる〜』と題して、当番組のスペシャル版を放送。通常のコーナーをこなしつつ、和歌山県内の環境保護への取り組みについて放送。
2016年・2017年は、第3火曜日に、2018年は第4月曜日に放送された。
- 7月中旬

『和歌山県議会・新正副議長に聞く』放送の為、開始時刻が繰り下がる。2016年は8:54から、2017年・2018年は8:35から、それぞれ放送開始。
- 7月中旬 - 下旬

夏の高校野球和歌山大会中継の為、第1試合の開始時間に応じて休止または9:55までの短縮放送。雨天中止、または休養日の場合は通常放送。
この場合でも、一部のスポンサー付きコーナーは、放送日を休養日、または準々決勝以後の短縮放送日の当番組に振り替えて放送するか、「和歌山県警察コーナー」などのように、高校野球の試合のインターバルを利用して放送する場合もある。
なお、2016年8月15日には、夏の高校野球・和歌山県代表の市立和歌山高校出場試合（2回戦・対日南学園）を中継放送（ABCラジオ制作）する為、9:25までの短縮放送となった。
- 9月1日[32]

『防災の日スペシャル』（11:00 - 12:00、文化放送制作）放送に伴う編成変更の為、2016年は10:24までの短縮放送、2017年は通常の放送枠ながら、9:40 - 10:00に『県庁だより』と『JAグループアワー』を内包した。
- 11月23日

『ラジオまつりスペシャル』と題して、当日和歌山城・西の丸広場で開催の、『wbsラジオまつり』の模様を中心に放送。中川は会場からの中継出演で、『ラジオまつり』や同時開催の『食祭WAKAYAMA』の出展ブースをリポート。スタジオ進行は赤井。
なお、2016年に関しては、当日午後（13:00 - 16:00）に放送された特別番組で、当番組のPRコーナーに赤井・伊藤・小田が出演。また、ステージイベントの『番組対抗クイズ大会』には、当番組を代表して赤井と引本が参加し優勝。リスナープレゼント費用2万円を獲得した。これに、番組側から費用を追加した上で、おせち料理を1名にプレゼントする企画を行った。
- 12月25日

「ラジオ・チャリティー・ミュージックソン」放送のため。但し、当日の担当アナウンサーはこの時間帯の進行役という形で出演するため、実質的に「ボックス」としての体裁を取った特別編になる。
- 1月2日・3日

箱根駅伝を中継放送（文化放送制作）する為休止。この両日は、『グッディ!』を9:00まで延長して放送。

### 単発実施
- 2016年4月1日（金曜日初回放送）

開局57周年記念特別番組『ラジオはWで脳にきく!』と題して、当番組のスペシャル版を放送。通常のコーナーをこなしつつ、中村が過去の番組のエピソードを披露したり、伊藤が今後のラジオに期待する事についてコメントした他、板倉が生前に「和歌山放送情報懇談会」で行った、ラジオと脳の関係についての講演の一部などを放送した。
- 2016年5月30日

ワイドFM開局記念特別番組『AMも、FMも。ラジオはWで!』放送の為休止。特番の進行は桂枝曾丸と中川。9時台のニュースには中村も出演した。
- 2017年12月25日

『第32回wbsラジオ・チャリティー・ミュージックソン』特別番組放送の為休止。当番組の時間帯の特番進行は、中川と笠野。
- 2018年1月1日

通常の放送枠ながら、9:10 - 9:30に『和歌山県知事新春対談』を、10:10 - 10:25に『県議会新春特番 尾崎議長ふるさと対談』を、それぞれ内包した。
- 2018年4月2日

開局59周年記念特別番組『ボックススペシャル〜もっと身近に和歌山放送〜』と題して、当番組のスペシャル版を放送。パーソナリティーは赤井と、この日から『グッディ!』月曜日担当となった小林睦郎（フリーアナウンサー、元和歌山放送アナウンサー）。通常のコーナーをこなしつつ、元和歌山放送アナウンサーの佐藤節夫と加百正志、それに中村を交えて、今後の和歌山放送に期待する事などを語り合った。

### 特別編成実施時の各コーナーの対応
- 『まんま!わかやま』

高校野球期間中は、『グッディ!』内で放送していた時期もあった。それ以外は通常放送だが、例外として、2017年の『春の交通安全キャンペーン』放送時は、12:30 - 12:40に単独番組として放送。
- 『教えて!建築士さん』（箱根駅伝中継時のみ）

2017年1月3日放送分は、同日15:10 - 15:20に単独番組として、2018年1月2日放送分は、『つながるワイド・小田川和彦の全開!火曜日』内で、それぞれ放送。
- 『コープでつながる』

高校野球中継時は試合間インターバルの時間帯を利用して放送。岩出中央店の臨時休業日の場合や、金曜日に特別企画がある場合は別の曜日に移動したり、もう一方の中ノ島店に場所を変更しての生放送。2018年の『春の交通安全キャンペーン』放送時にも、同様に4月5日（木曜日）に移動して放送した。それ以外は通常放送。
- しあわせのはこ
- 和歌山県警察のコーナー

これらも高校野球開催時は試合間インターバルを利用して放送（雨天中止と休養日は通常パターンに準ずる）。
これ以外にも、月1・2回放送のスポンサー付きコーナーについて、曜日や放送週を変更して放送する場合がある。また、フロート番組時代の『マエオカテツヤの千客万来!』については、高校野球中継時と2017年12月25日に休止していた。

## 備考
- 2016年3月31日までは、スポンサーセールスの関係上、『きい☆ハンター』時代の企画やインフォマーシャルの一部が継続して放送され、『きい☆ハンター』パーソナリティーの小林と覚道の声が、所々で流れた。
  - 『教えて!建築士さん』に関しても、『きい☆ハンター』時代から放送されていた2015年度分の最終回が、当番組第1回に当たる2016年3月28日に放送され、小林はこちらにも出演した。